# ماركوس هاليداي
ماركوس هاليداي (بالإنجليزية: Markus Halliday)‏ هو متسابق بياثل بريطاني، ولد في 1937.

## وصلات خارجية
- ماركوس هاليداي على موقع أوليمبيديا (الإنجليزية)